# Marius Lăcătuș
Marius Mihai Lăcătuș est un footballeur roumain né le 5 avril 1964 à Brașov. Il évoluait au poste d'attaquant.
À la suite de sa carrière de joueur, il s'est reconverti comme entraîneur.

## Biographie

### Carrière en sélection
Il a participé à deux Coupes du monde avec l'équipe de Roumanie, en 1990 et 1998.

## Palmarès

### Joueur
- 84 sélections et 13 buts avec l'équipe de Roumanie entre 1984 et 1998.
- Vainqueur de la Ligue des champions en 1986 avec (Steaua Bucarest).
- Vainqueur de la Supercoupe de l'UEFA en 1986 avec (Steaua Bucarest).
- Finaliste de la Coupe intercontinentale en 1986 avec (Steaua Bucarest).
- Vainqueur du Championnat de Roumanie à 10 reprises (1985, 1986, 1987, 1988, 1989, 1994, 1995, 1996, 1997, 1998)
- Vainqueur de la Coupe de Roumanie à 7 reprises (1985, 1987, 1988, 1989, 1996, 1997, 1999).

### Entraîneur
- Vice-champion de Roumanie en 2008 avec Steaua
- Finaliste de la Coupe de Roumanie en 2010 avec FC Vaslui
- Champion de Roumanie de D2 en 2014 avec CSM Iași